# Otto Rocket
Otto Rocket é um personagem da banda desenhada Rocket Power. É dublado pelo ator Joseph Ashton nos Estados Unidos, e no Brasil ele foi dublado pelo Caio César.
Ele é o líder e é maluco por esportes. Apesar de ser um cara carismático, destemido, persistente e sempre cheio de disposição, tem dias que seu perfeccionismo e sua devoção ao esporte causam situações imprevisíveis.
É filho de Raymond Rocket (Ray), irmão de Regina Rocket (Reggie), melhor amigo de Maurice Rodriguez (Twister) e amigo de Sammuel Dullard (Sam). Está sempre frenqüentando Madtown, onde pratica a maioria das vezes esportes radicais, também é amigo de Conroy dono do local. É apaixonado por Trish Carslanders.
Possui um rival Lars Rodriguez, este é amigo de Sputz Rigley, Pi Piston e Animal; também é irmão de Twister.